# Odprto prvenstvo Anglije 1989
Odprto prvenstvo Anglije 1989 je teniški turnir za Grand Slam, ki je med 26. junijem in 9. julijem 1989 potekal v Londonu.

## Moški posamično
Boris Becker :  Stefan Edberg 6-0 7-6(7-1) 6-4

## Ženske posamično
Steffi Graf :  Martina Navratilova 6-2 6-7(1-7) 6-1

## Moške dvojice
John Fitzgerald /  Anders Jarryd :  Rick Leach /  Jim Pugh 3-6 7-6(7-4) 6-4 7-6(7-4)

## Ženske dvojice
Jana Novotná /  Helena Suková :  Larisa Neiland /  Natalija Zverjeva 6-1 6-2

## Mešane dvojice
Jim Pugh /  Jana Novotná :  Mark Kratzmann /  Jenny Byrne 6-4 5-7 6-4